# ドゥブロヴニク (駆逐艦)
| 「ドゥブロヴニク」（1933年撮影） | |
| 艦歴                             | |
| 発注                             | ヤーロー社造船所 |
| 起工                             | 1930年6月10日 |
| 進水                             | 1931年10月11日/12日 |
| 就役                             | 1932年5月 |
| 退役                             | |
| その後                           | |
| 除籍                             | |
| 前級                             | |
| 次級                             | ベオグラード級 |
| 性能諸元                         | |
| 排水量                           | 基準1880トン（実際は2080t0ン）、常備2400トン（実際は2600トン）、満載2884トン                                                           |
| 全長                             | 113.2m |
| 水線長                           | 111.1m |
| 幅                               | 10.7m |
| 吃水                             | 3.6-4.1m |
| 機関                             | ヤーロー式水管缶3基、パーソンズ式ギヤード・タービン2基、4200-4800shp、カーチス式巡航タービン1基、900shp、2軸                           |
| 速力                             | 37.0ノット、最高速度40.3ノット |
| 航続距離                         | 15ノットで7000浬 |
| 乗員                             | 240名（ドゥブロヴニク）、204名（プレムダ）、220名（TA32）                                                                              |
| 兵装                             | 竣工時：シュコダ 14cm（56口径）単装速射砲4基 8.4cm（-口径）単装高角砲2基 4cm（39口径）単装機関砲6基 53.3cm三連装魚雷発射管2基 機雷40発 |

ドゥブロヴニク （クロアチア語: Kraljevski brod Dubrovnik：セルビア語: Краљевски брод Дубровник）はユーゴスラビア王国海軍の嚮導駆逐艦。

## 外観
本級の船体形状はクリッパー型艦首から艦首甲板の乾舷部のみ高い短船首楼型船体を採用している。全く傾斜のない艦首甲板に「14cm（56口径）速射砲」を防盾の付いた単装砲架で、1・2番主砲を背負い式で2基、上部見張り所に測距儀を載せた箱型艦橋の両脇には船橋が付く。艦橋の背後に簡素な単脚檣、その後方の二本の煙突の間には艦載艇置き場となっており、2本1組のボート･ダビッドを片舷2組の計4組により運用される。2番煙突の背後の中央部甲板上に53.3cm四連装魚雷発射管が探照灯台を境にして直列に2基を配置していた。その後に小型の三脚式の後檣、後ろ向きに3・4番主砲が後向きに背負い式配置で2基の順である。

## 艦歴
1929年8月4日にヤーロー社へ発注され、1930年6月10日起工。1931年10月11日（12日）進水。1932年5月就役。初代艦長はArmin Pavić大佐であった。
1933年秋、「ドゥブロヴニク」はルーマニア訪問中のユーゴスラビア国王アレクサンダル1世とマリアの帰国のためルーマニアへ派遣された。10月3日にバルチクで国王と王妃を乗せ、それからブルガリアとイスタンブールを訪問し、10月8日に帰国した。1934年10月6日、「ドゥブロヴニク」はフランスを訪問するアレクサンダル1世を乗せてコトル湾のZelenikaを出港。10月9日にマルセイユに到着したが、その直後にアレクサンダル1世は暗殺されてしまい、「ドゥブロヴニク」はその遺体を乗せてユーゴスラビアに戻った。
1935年8月、「ドゥブロヴニク」はコルフ島とビゼルトを訪問。1937年、「ドゥブロヴニク」は水上機母艦「ズマイ」や潜水艦「Hrabri」、「スメリ」とともにピレウスを訪問し、続いて「ドゥブロヴニク」と「ズマイ」はイスタンブールも訪問した。1937年8月に「ドゥブロヴニク」はイスタンブールとムドロス島およびピレウスを訪問した、とも。
1941年4月6日、枢軸国軍によるユーゴスラビア侵攻が始まる。同日、「ドゥブロヴニク」はコトル湾でイタリア軍による空襲の際に2機を撃墜したが、4月17日のユーゴスラビアの降伏後にイタリア軍に接収された。
イタリアは「ドゥブロヴニク」を「プレムダ (Premuda)」と改名した。この名前は、第一次世界大戦中にイタリアの魚雷艇がオーストリア＝ハンガリー帝国の戦艦「セント・イシュトヴァーン」を撃沈したプレムダ島にちなむものである。「プレムダ」はブリンディジへ行き、兵装の変更などが行われた後、1942年1月に就役した。
1943年7月17日にラ・スペツィア沖で深刻な機関の故障が発生。ラ・スペツィアへ戻った「プレムダ」は、その後ジェノバへ曳航された。修理に加えて、砲弾の不足を理由とする5.5インチのイタリアの5.3インチ砲への換装などもなされることとなったが、完了前にイタリアの降伏となり、1943年9月9日（8日）にジェノバでドイツに捕獲された。
その後、ドイツの水雷艇「TA32」となり、1945年4月にジェノヴァで自沈した。

## 参考図書
- 「世界の艦船増刊第20集　第２次大戦のイタリア軍艦」（海人社）